# Abeduh
Abeduh est l'un des villages de la commune de Widikum-Boffe, département de la Momo de la région du Nord-Ouest du Cameroun.

## Organisation
Abeduh est divisé en 5 quartiers : Ntoh, Itohki, Egunisah, Egunigie et Aghimubeh.

## Population
Au dernier recensement de 2005, le village comptait 178 habitants, dont 93 hommes et 85 femmes. En 2011, la population est estimée à 351 habitants dont 81 hommes, 100 femmes, 35 jeunes et 25 enfants.

## Vie locale
Le village d’Abeduh accueille l’association Abeduh Cultural and Development Association (ACUDA) créée dans les années 2000 pour promouvoir le développement et la culture.